# UFC 229
UFC 229: Khabib vs. McGregor foi um evento de artes marciais mistas realizado pelo Ultimate Fighting Championship no dia 6 de Outubro de 2018, no T-Mobile Arena em Paradise, Nevada. Este evento marcou o regresso de Conor McGregor ao UFC após 2 anos inativo. 

## Resultados
Nota 1 Pelo Cinturão Peso Leve do UFC. 

## Bônus da Noite
Os lutadores receberam $50.000 de bônus:
- Luta da Noite:  Tony Ferguson vs.  Anthony Pettis
- Performance da Noite:  Derrick Lewis e  Aspen Ladd